# Kanton Rougé
Der Kanton Rougé war bis 2015 ein französischer Wahlkreis im Arrondissement Châteaubriant, im Département Loire-Atlantique und in der Region Pays de la Loire; sein Hauptort war Rougé.

## Gemeinden
Der Kanton Rougé umfasste die Wahlberechtigten aus fünf Gemeinden:
| Gemeinde        | Bretonisch   | Einwohner (2012) | Fläche (km²) | Code postal | Code Insee |
| --------------- | ------------ | ---------------- | ------------ | ----------- | ---------- |
| Fercé           | Ferreg       | 501              | 22,04        | 44660       | 44058      |
| Noyal-sur-Brutz | Noal-ar-Bruz | 585              | 7,71         | 44110       | 44112      |
| Rougé           | Ruzieg       | 2232             | 56,32        | 44660       | 44146      |
| Soulvache       | Soulvac'h    | 389              | 11,27        | 44660       | 44200      |
| Villepot        | Kerbod       | 655              | 20,59        | 44110       | 44218      |
| Kanton          |              | 4362             | 117,93       | –           | 4434       |